# Stutz
Stutz (Штутц) — з 1911 року американський виробник автомобілів. Штаб-квартира розташована в Індіанаполісі, штат Індіана. У 1916 році компанію купує Аллен Райан. У 1935 році компанія припинила виробництво автомобілів.

## Гаррі Клейтон Штутц
Гаррі Клейтон Штутц народився 1876 року в містечку Ансоніа, штат Огайо. У віці 18 років він перебрався в Дайтону до своєї тітки, де пішов навчатися на механіка в Davis Sewing Machine Co.
Через 3 роки він починає ремонтувати велосипеди у себе вдома, але його захоплення технікою призвело до того, що в 1898 році він будує свій перший 2-сильний автомобіль під назвою «Old Hickory». Через рік він засновує фірму Stutz Mfg. Co., яка починає випускати ДВЗ, однак справа не пішла і незабаром він продав свою фірму, а сам пішов працювати механіком у фірму Gormully & Jeffery Tire Co. & U.S. Tire.
У 1905 році він будує 4-циліндровий автомобіль для фірми American Motor Car Co (не плутати з American Motor Corporation, яка з'явилася набагато пізніше), а через рік стає головним інженером фірми Marion Motor Car Co, де пропрацює до 1910 року. Працюючи в «Маріон», він конструює гоночні автомобілі, які, правда, вище 5 місця в гонках не займають.
У «Маріон» Штутц розробляє систему Transaxle, мотор був спереду, коробка передач з редуктором заднього моста — ззаду. Він засновує фірму Stutz Auto Parts Co. для виробництва таких запатентованих агрегатів.

## Заснування компанії
У квітні 1911 року Штутц починає будувати гоночний автомобіль для участі в Інді 500. Через 5 тижнів машина стартує в Інді 500, Джил Андерсон займає на автомобілі Штутца 11 місце. Автомобіль мав мотор об'ємом 5.9 л і всього 4 циліндри, кожен обладнаний 4 клапанами, агрегат розвивав  50 к.с. Програвши тільки більш потужним автомобілям, цей «болід» здобув повагу й інтерес до себе. У червні 1911 року Штутц засновує фірму Ideal Motor Car Co.

## Початок виробництва автомобілів

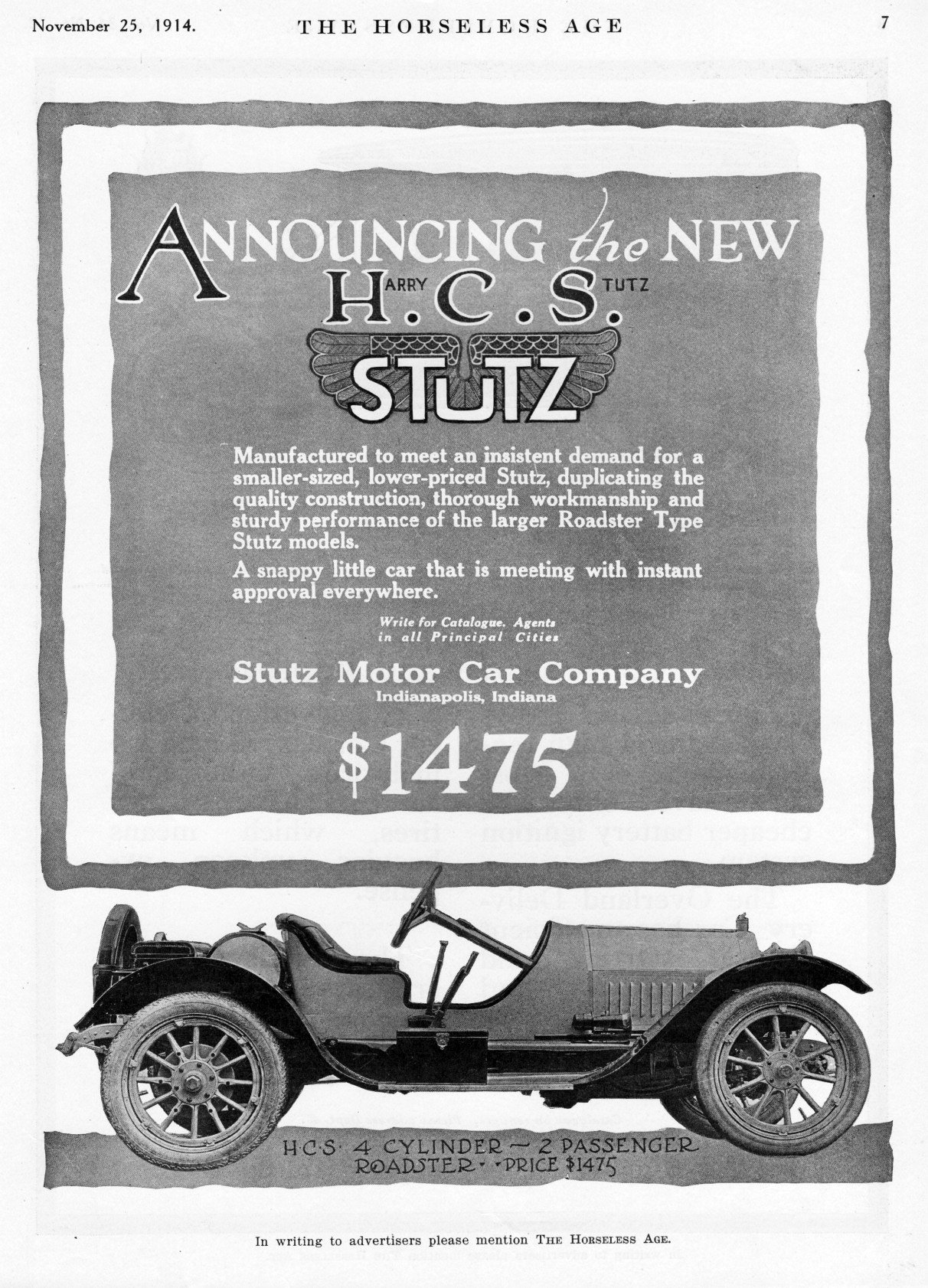
Stutz A Roadster

Штутц починає випускати копії гоночного автомобіля, які отримують назву Stutz A. Автомобілі цієї і наступної серії з кузовами «роадстер» більше відомі як «Bearcat».
Однак серійна машина відрізнялася від гоночної, її мотор поставляла також фірма Wisconsin Motor Company, вона також була 16-клапанною, але мотор був об'ємом 6.4 л і потужність його становила 60 к.с.
Зовні автомобіль з кузовом «Біркет» повторював продукцію фірми-конкурента Mercer, а саме — модель Raceabout, що спровокувало конфлікт, який був залагоджений. Авто також мало довгий капот, лобове скло-монокль, відсутність дверей і т. д.

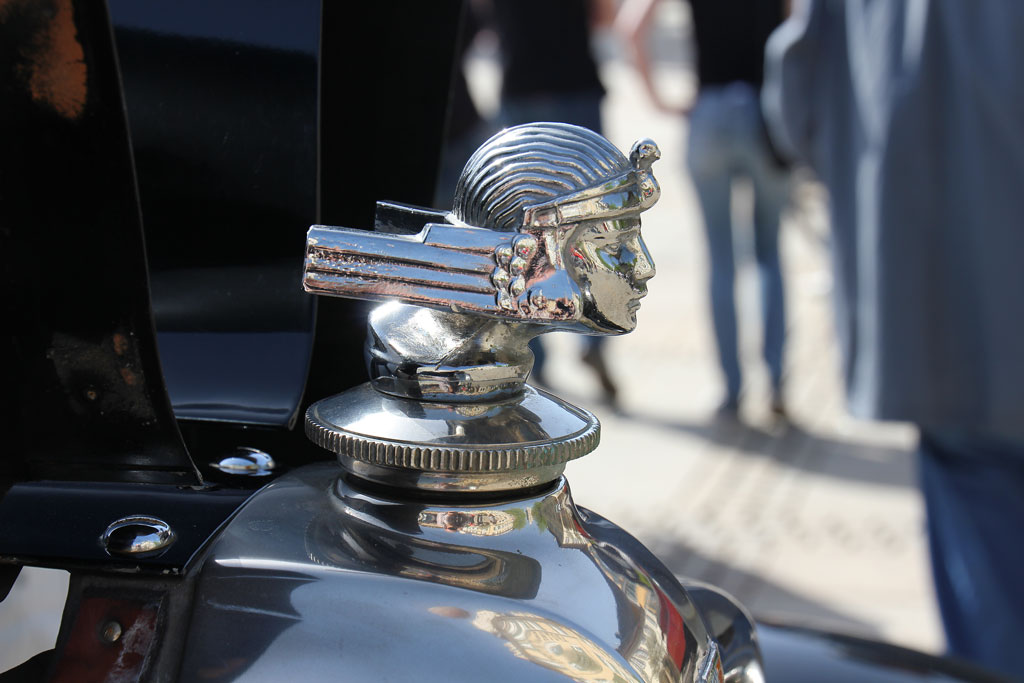
Емблема Stutz

У 1912 році автомобіль з кузовом тоурінг удостоївся честі бути пейс-каром Інді 500.
Крім пейс-кара, були виставлені й гоночні автомобілі, які зайняли в цей раз 4 і 6 місця, на гонках Illinois Trophy того ж року їм пощастило більше і машини «Штутц Біркет» прийшли першою та другою, а взагалі машини брали участь за цей сезон в 30 гонках, з яких в 25 водії цих машин піднімалися на п'єдестал пошани.

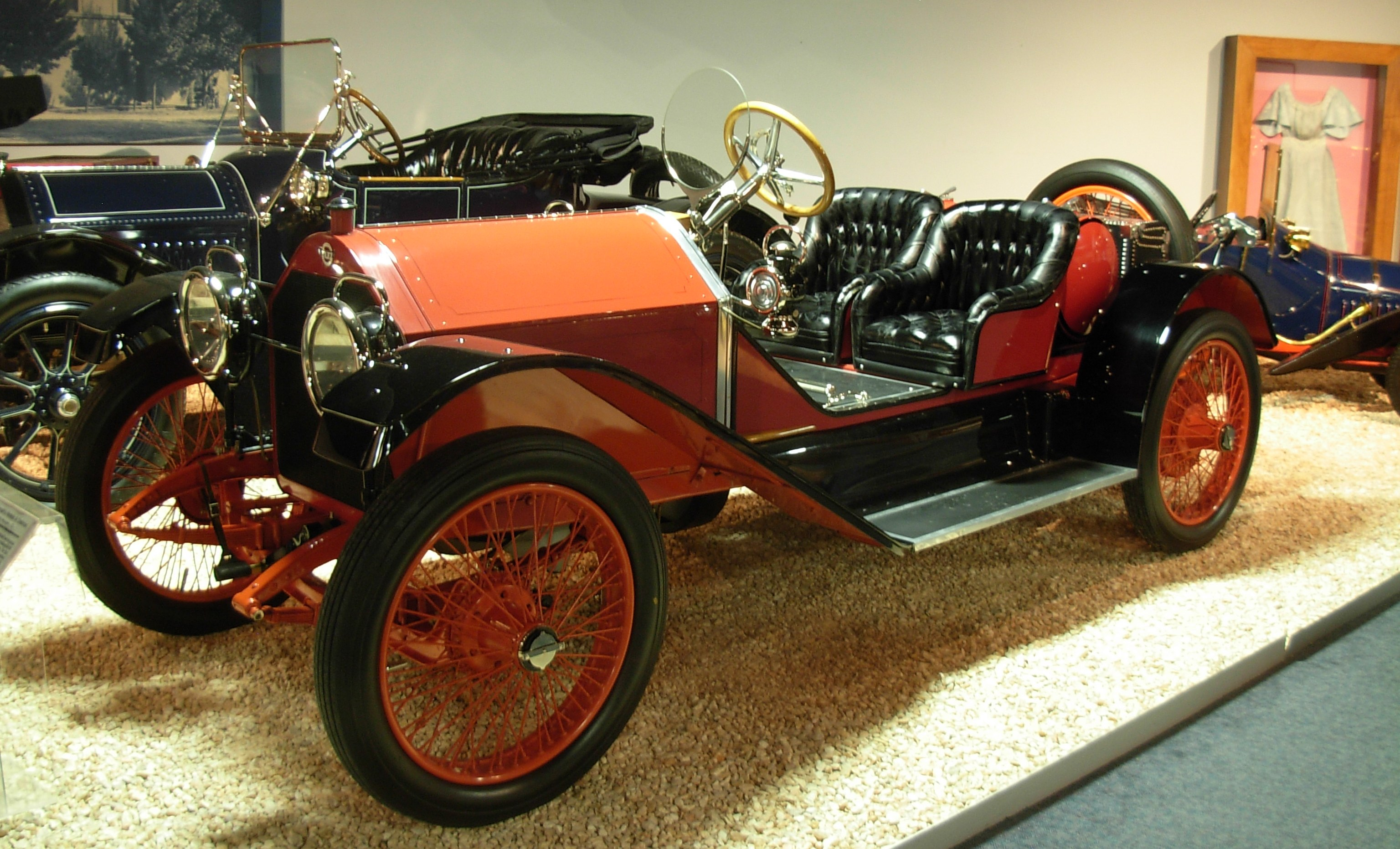
Stutz 4B Roadster

1913 року з'являються нові моделі: 4В і 6В, перша має той же мотор, що і серія 1911–1912 років, але під капотом 6В встановлений 24-клапанний 6-циліндровий мотор, об'ємом 7 л.
У червні 1913 року Штутц перейменовує фірму в Stutz Motor Company. На гонках Інді 500 цього ж року марка нарешті пробивається на п'єдестал, посівши третє місце.

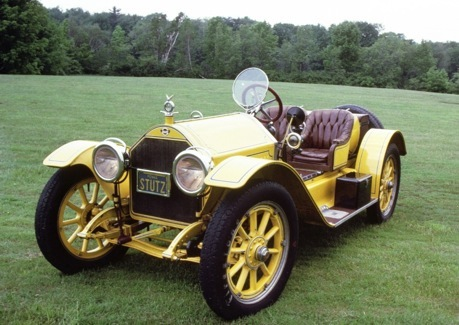
Stutz 4Е Bearcat Roadster

У 1914 році з'являється модель Е, яка технічно повторює торішню серію В, крім коробки передач, яка отримала конусне зчеплення замість багатодискового.

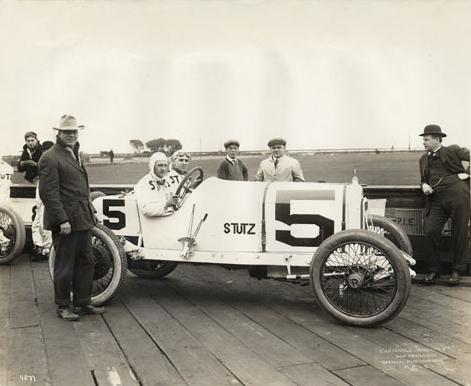
Команда Stutz

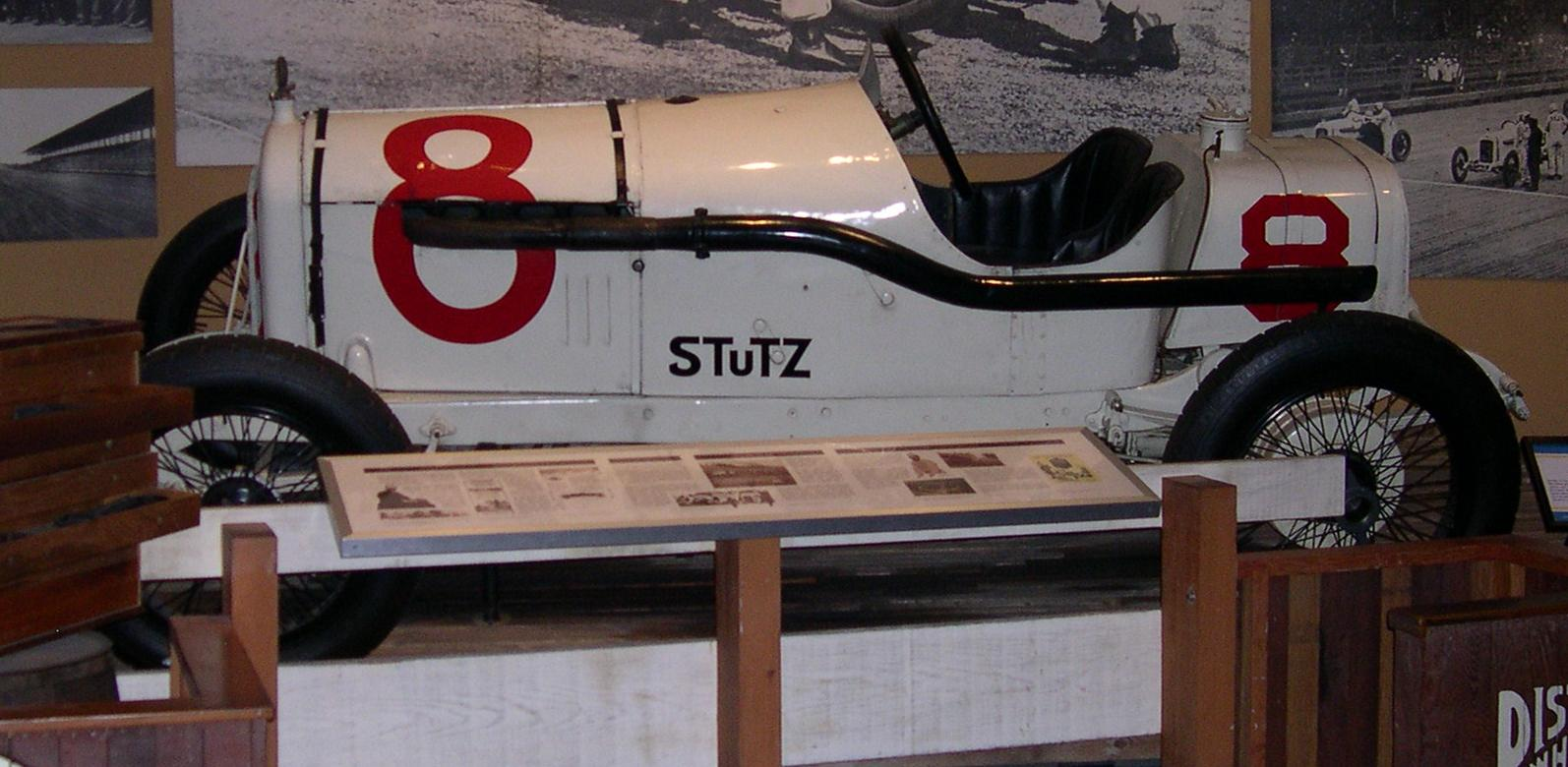
Stutz Racer

У 1915 році з'являється заводська команда, яка отримала назву «Білий Ескадрон» — «The White Squadron», назва походить від розфарбовування автомобілів і уніформи гонщиків. Ця команда завойовує лідируючі позиції в більшості спортивних заходів, в яких вони беруть участь. У цьому ж році Ерл Купел і Джил Андерсон займають перше і третє місця в Національному Чемпіонаті Гонщиків.

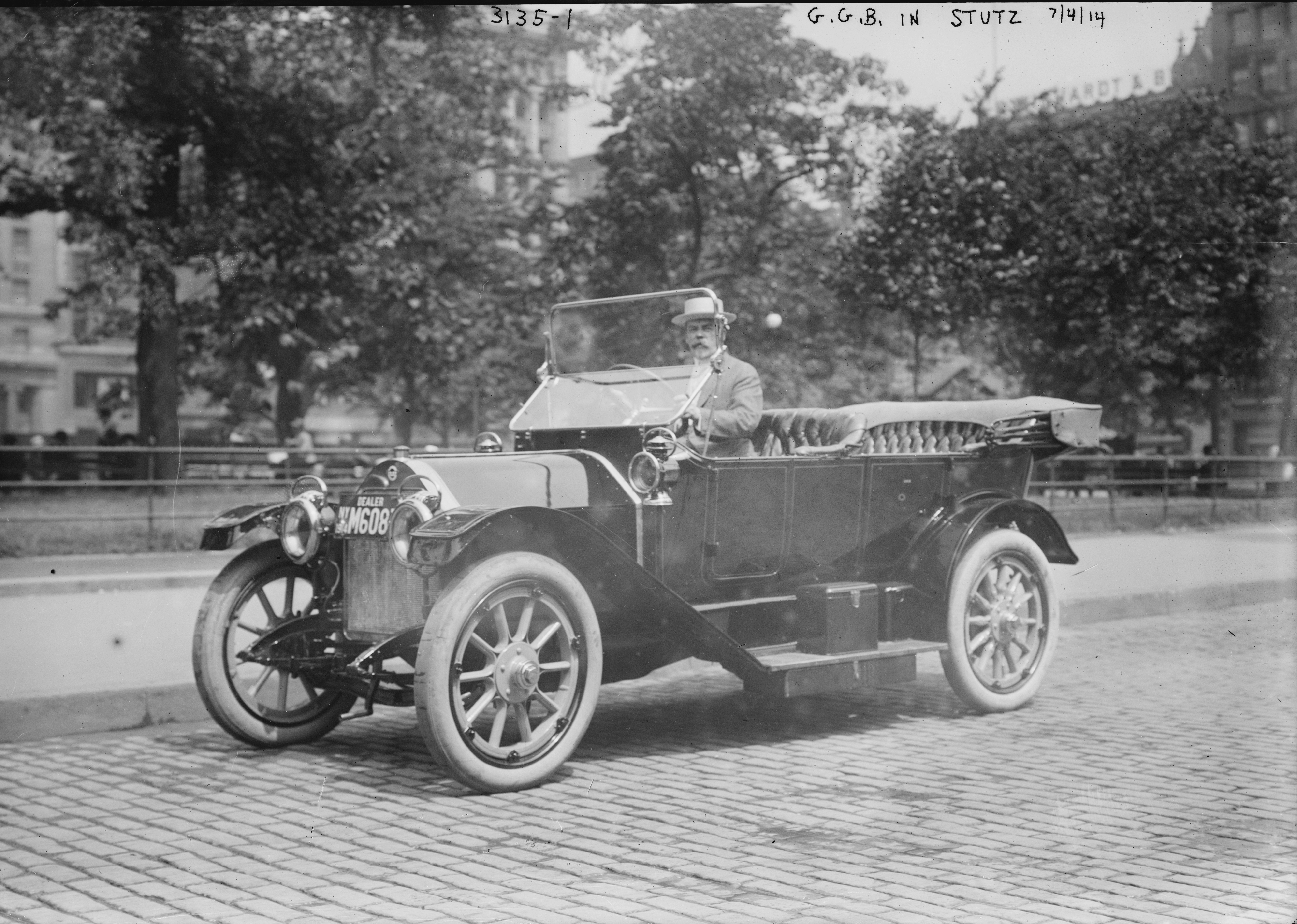
Stutz 4F Bulldog

Що стосовно цивільних автомобілів, то в серію пішла модель F з тими ж моторами, тільки ця машина вже отримала 6 типів кузова, серед яких — 4-місний 4-дверний з відкритим кузовом, що отримав власне ім'я — «Бульдог».
Автомобіль з цим кузовом був досить швидкохідним для свого часу, він міг розігнатися до 125 км/год.
Ходить легенда, що один клієнт «Штутца» висловив невдоволення швидкісними характеристиками автомобіля, повернувши його назад дилеру, і примітив, що «Мерсер» буде швидше «Штутца», оскільки нібито «Мерсер» з меншим об'ємом двигуна обігнав його «Штутц» зі світлофора в Нью-Йорку. Гаррі Штутц, звичайно, був незадоволений таким висловлюванням, і бажаючи довести зворотнє, дає завдання рекламному агентству спростувати цей факт. Агентство наймає Ервіна «Кенноболл» Бейкера для трансатлантичного пробігу через всі США, гонщик перетнув континент на Stutz за 11 днів 7 годин і 15 хвилин, встановивши новий рекорд, до речі, під час пробігу він поставив ще один рекорд, подолавши 947 км за 24 години, під час якого трапилася одна поломка — зламався кронштейн кріплення амортизатора. Правда, через рік він його побив на 4 дні, подолавши той же маршрут на «Кадиллаку Ейт Роадстер».

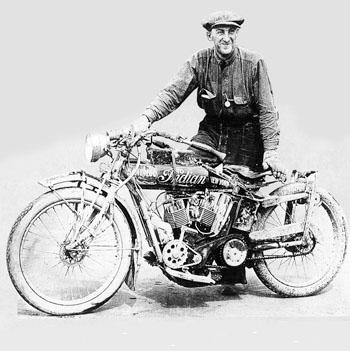
Ервін Джордж Бейкер

Ервін Джордж Бейкер був мото- і автогонщиком, всього він здійснив у своєму житті 143 трансатлантичних пробіги на мотоциклах. Також він був одним з перших, хто вирушив у подорож Америкою на мотоциклі, доїхавши до Панами. Серед його найбільш незвичайних рекордів — подолання шляху з Нью-Йорка до Сан-Франциско за 5 днів на навантажений вантажівці, це було в 1926 році. Найбільш пам'ятний рекорд — подолання відстань між Нью-Йорком і Лос-Анджелесом на «Грем-Пейдж» за 53.5 години, цей рекорд протримався з 1933 по 1973 рік. До речі, головним стимулом для гонщика був принцип рекламних агентств — «Немає рекорду — немає грошей».
У 1916 році компанію викуповує Аллен Райан, за договором він вкладає гроші в розширення виробництва, а Штутц залишається на посаді інженера і директора 3 роки. У тому ж році з'являються нові моделі, їх база була збільшена на 25 см, з моторів у виробничій програмі залишився тільки одновальний 16-клапанний, машина отримала індекс С. У цьому ж році Ерл Купер посів друге місце на кубку «Вандербільда».
У 1917 році модель С перейменовується в R, ближче до кінця року Гаррі Штутц проєктує власний мотор, він став меншим, його об'єм був всього 5.9 л, але він був також 16-клапанним, при меншому об'ємі мотор розвивав 80 сил. Машина з цим мотором отримала індекс S, а через рік перейменовується в G. У 1917 році Купер виграє 250-мильну гонку Chicago Speedway.
1 червня 1919 року Гаррі Штутц залишає фірму, як було зумовлено в контракті, він засновує фірми Stutz Fire Apparatus Co. і HCS Motor Car Co, перша випускає пожежні автомобілі та обладнання, друга — ексклюзивні легкові автомобілі, проте через 5 років Штутц продасть пожежну фірму, щоб переключитися на люкс-машини, але продавши за 1924 рік всього 302 машини, він прогорить, а сам він помре в 1930 році.

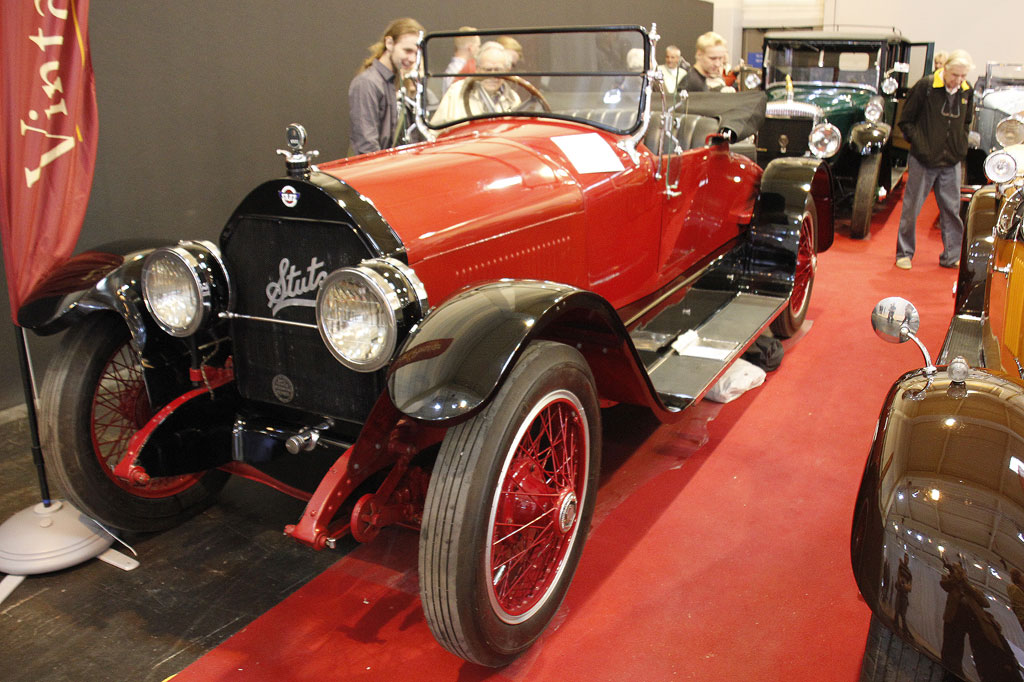
Stutz K Touring

У 1919 році Едді Херн займає 2 місце на Інді 50, а в 1920 році нарешті був готовий новий завод фірми, який почали будувати ще в 1916 році. У 1920 році G змінила назву на Н, модель Н втратила родзинку колишніх «Штутців», справа в тому, що коробка передач переїхала в звичне для неї місце, раніше коробка знаходилася позаду. У цьому ж році мачо-машина з кузовом «Біркет» стала більш цивільної, з'явилося лобове скло, двері, тент. У 1921 році модель Н перейменували в K.
У 1922 році в каталогах з'являються автомобілі під назвою Speedway KDH 4-Series. Мотор цієї серії при тому ж об'ємі отримали знімні головки блоку. У цьому ж році по фірмі починається банкротне діловодство, фірму рятують інвестори, серед яких — металургійний магнат Чарльз Шваб. Через рік Шваб продає фірму бізнесмену, який працював у німецькій фірмі «Даймлер», потім в американських «Мармон» і «Франклін», уродженцю Будапешта — Фредеріку Московічу. У цьому році машини не вироблялися, в 1924 році виробництво автомобілів відновилося, модель 1922 року KDH перейменували в KLDH, буква «Л» означала ліве розташування керма, крім цієї машини, з'явилася 6-циліндрова 12-клапанна 4.7 л модель 6-Series. Ця модель мала мала 3 варіанти виконання:
690-692 мали 305 см базу і мотор, потужністю 75 к.с.;
693-694 мали ту ж базу, але мотор, потужністю 80 к.с. (ця модель замінила модельний ряд 690-692 в 1925 році);
695 — 330 см базу і також 80-сильний двигун.

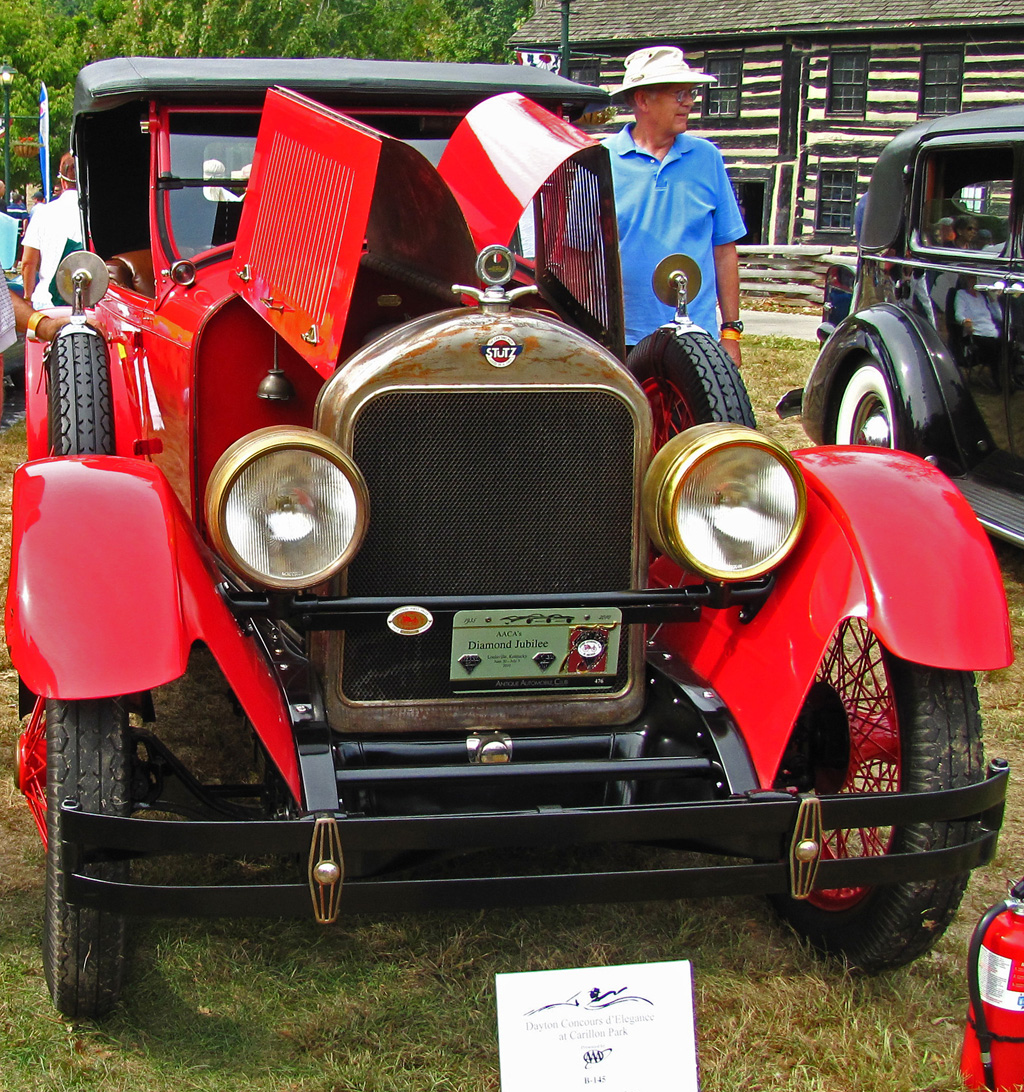
Stutz 695 6-Series Roadstar Weyman

Не дивлячись на малий об'єм і кількість циліндрів, цей верхньовальний мотор розвивав більшу потужність, ніж його 8-циліндрові сучасники.
У 1925 році Москович вирішує піти від спортивного іміджу і почати продавати автомобілі для джентльменів, він запрошує інженера бельгійської фірми Metallurgique — Поля Бастьєна. Під його керівництвом починається проєктування 8-циліндрового автомобіля. Спонсорують проєкт, вартістю в 1 млн доларів, Едгар Горелль і Чарльз Гройтер, співвласники консалтингової фірми Московича.
У 1926 році з'являється так званий «безпечний „Штутц“», який також відомий, як Vertical Eight. Перша назва була отримана завдяки застосуванню гідравлічних гальм всіх коліс (до речі, в перших гальмах використовувався не ДОТ, а суміш технічного спирту та води), також було встановлено так зване «безпечне» скло (тоненька сітка була вбудована в скло і кріпилася до рами вікна, прообраз сучасного триплексу), також в достоїнствах автомобіля була низька рама з низьким центром ваги. Низькість рами була досягнута завдяки застосуванню черв'ячного редуктора Тімкіна, так що кардан знаходився на одному рівні з рамою.

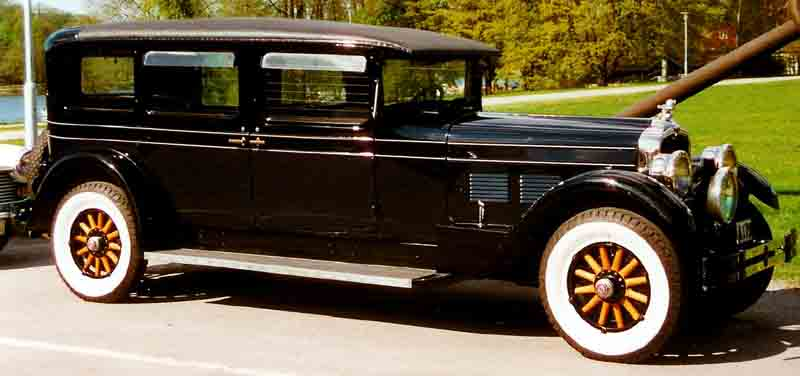
Stutz AA Sedan-Limousine

Заводське позначення моделі було АА, для цієї машини Бастьєн спроєктував рядний 8-циліндровий мотор, об'ємом всього 4.7 л, але потужністю 92 к.с., що було дуже непоганим показником, і навіть з важким кузовом седан-лімузин ця машина могла розганятися до 120 км/год. Серед особливостей мотора було подвійне запалення і використання 2-х свічок запалювання на кожний циліндр.
Автомобіль став користуватися ажіотажним попитом, і не дивлячись на не низькі ціни, їх продали за 1926 рік аж 5000 примірників.

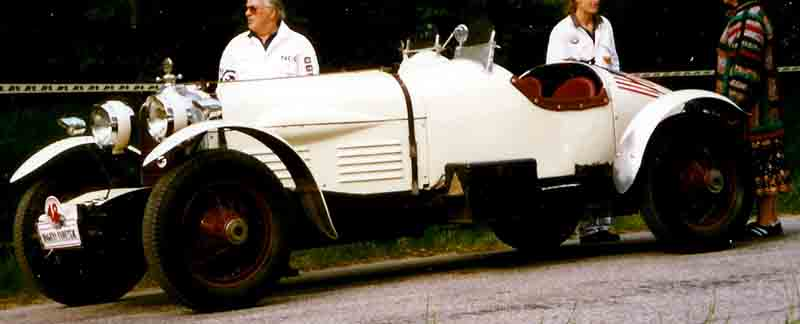
Stutz Blackhawk L6 Boattail Speedster

У середині 1927 року АА замінюється на АА DeLuxe і AA Custom, ці автомобілі мали мотор, збільшений до 4.9 л і потужністю 95 к.с.. У 1928 році з'являється модель ВВ, яка має той же 4.9 л мотор, але форсований до 110 к.с., на укороченій базі моделі ВВ будується спортивна версія, яка комплектується або 6-циліндровим 4.0-літровим мотором, потужністю 85 к.с., або 4.4 л рядною вісімкою, яка могутніша на 5 к.с., ця модель отримала велику популярність як Blackhawk («Чорний яструб»), моделі називалися відповідно Blackhawk L6 і Blackhawk L8.

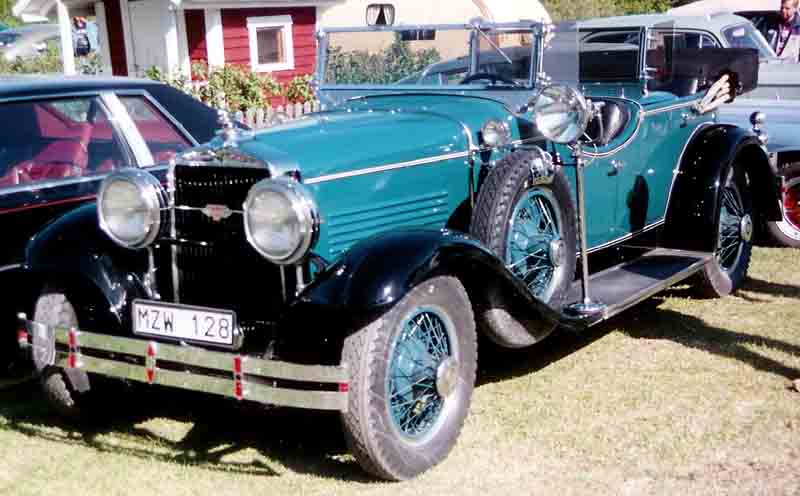
Stutz Blackhawk L8 Speedster

18 квітня 1928 року сталася дуель між автомобілем марки «Хіспано-Сюїза» і «Штутц» на цегляній трасі Індіанаполіса, «Штутц» програв «Х-С» через поломку клапана, не дивлячись на невдачу цього автомобіля, Вайман купує автомобіль. І через два місяці ця машина виставляється на 24-годинний марафон Ле-Ман, на машину були встановлені гідравлічні гальма фірми «Локхід», оскільки власна гальмівна система виявилася недосконалою і її постійно модернізували (рідина скипала, і ніяк цю проблему не могли перемогти), і барабани більшого розміру. Вайман наймає гонщиків Роберта Блоха та Едуарда Бріссона. Конкурентами цього екіпажу в цьому класі були 3 автомобілі Bentley і 4 автомобілі Chrysler. Ця гонка стала дуеллю екіпажу Блоха-Бріссона з екіпажем Барнато-Рубіна на «Бентлі». Це була напружена боротьба, справа в тому, що на прямій «Бентлі», який мав 4-ступінчасту коробку передач, обганяв «Штутца» з 3-ступінчастою коробкою передач, але оскільки у автомобіля «Бентлі» постійно траплялися проблеми, то «Штутц» лідирував протягом 22-х годин цієї гонки, проте у результаті коробка передач «Штутца» не витримала і Барнато посів перше місце, екіпаж «Штутца» прийшов до фінішу другим, пропустивши противника вперед всього на 9 хвилин. Друге місце на Ле-Мані стало найкращим результатом автомобіля з США на довгі роки (до 1966 року, коли в Ле-Ман прибуде Ford GT40).
У США «Блекхаук» ставить рекорд середньої швидкості на трасі в Дайтоні, Джил Андерсон проїхав трасу з середньою швидкістю в 170 км/год.
25 квітня 1928 року Френк Локхарт на побудованому ним Stutz Black Hawk Special (насправді використовувалася тільки рама автомобіля, на який було встановлено 2 півторалітрових двигуна «Міллера» з двома розподільчими валами кожен, оснащені компресорами, в підсумку цей 3.1 л агрегат видавав 380 сил) збирався встановити рекорд швидкості для наземного транспорту на трасі Дайтона Біч.

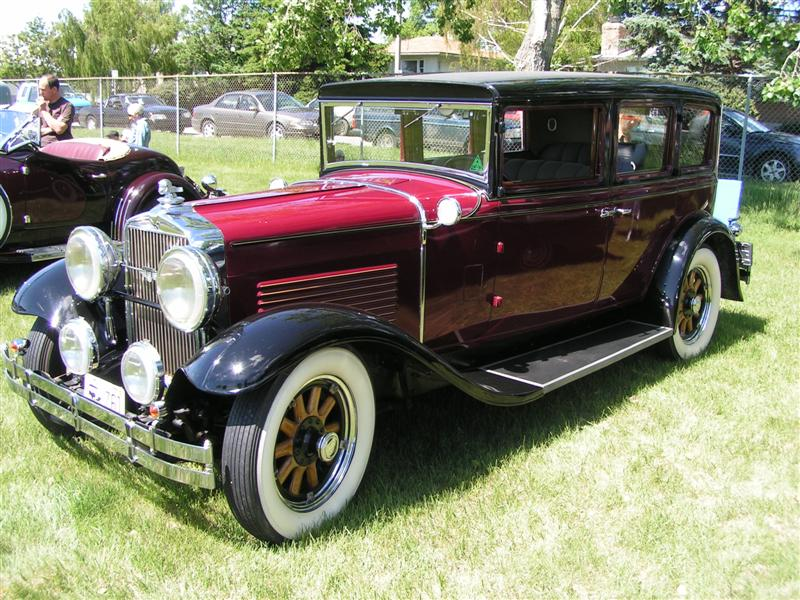
Stutz Blackhawk L8

У першому «прогрівальному» заїзді він розвинув 319.1 км/год, у другому заїзді — 327.40 км/год, це стало рекордом для автомобіля такого об'єму, але мало для абсолютного рекорду, який був встановлений роком раніше — Рей Кіч на 81 л автомобілі Triplex Special розвинув 334,007 км/год. Тоді Локхарт розгортається у зворотний бік для повторної спроби, але на зворотному шляху, ймовірно, порізавши покришку, він втрачає керування, і на великій швидкості машина розбивається на друзки, гонщик миттєво гине, так що рекорд виявився, на жаль, кривавим.

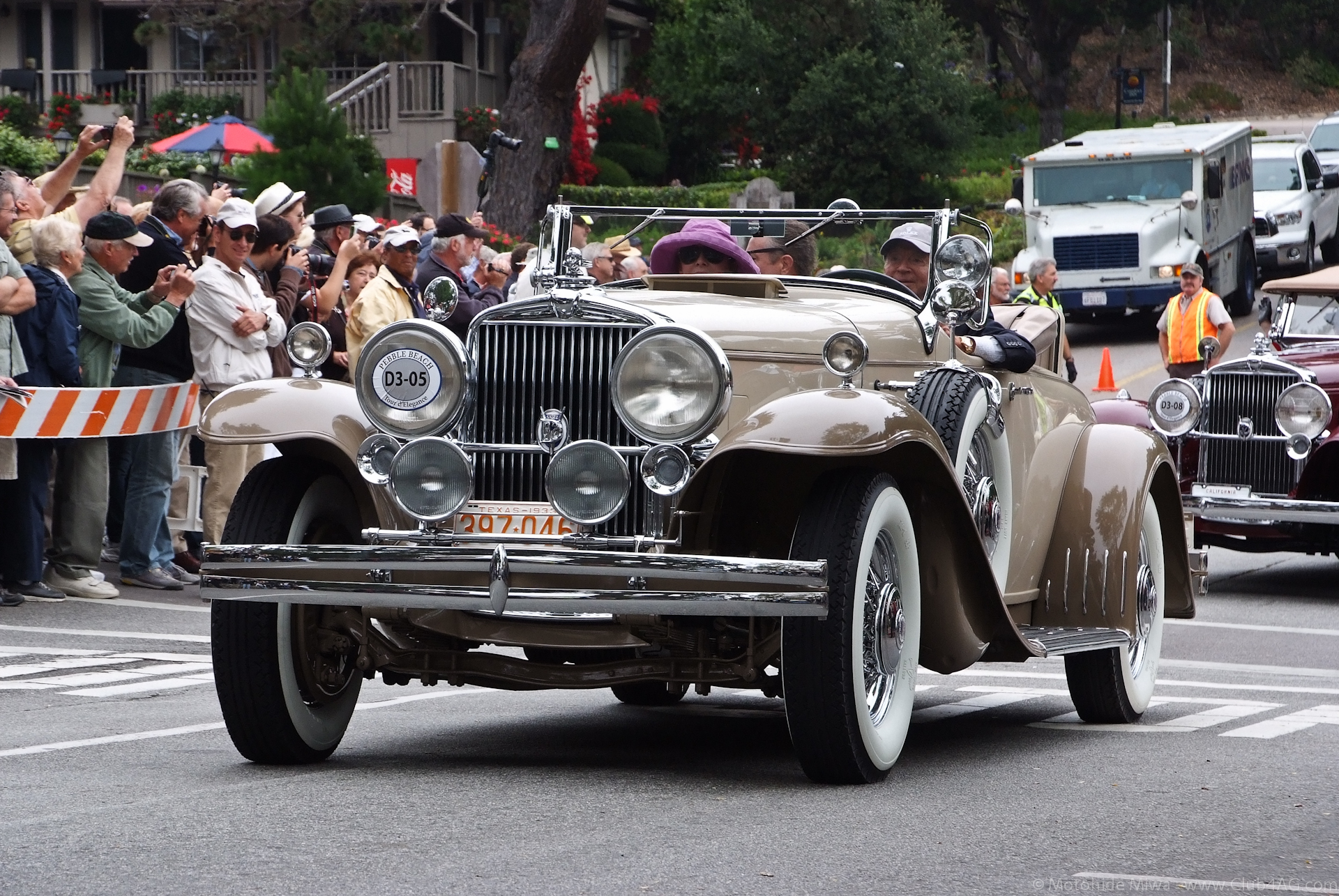
Stutz М Victoria by Hibbard and Darrin

У 1929 році з'являється модель М, її мотор має об'єм 5.3 л і потужність 110 к.с., вона поставляється з 2-ма типами баз — 3.41 м і 3.68 м, другий варіант можна впізнати за приставкою Custom в назві моделі.
Для Ле-Мана будується 3 машини з моторами, об'ємом 5.5 л, і оснащених компресорами, ці машини розвивають потужність в 185 к.с., на гальма був встановлений вакуумний підсилювач. Кузови конструює Гордон Беріг. Однак ці машини в чисту програли «хлопцям Бентлі», і найкращим результатом єдиної машини, що дійшла до фінішу, екіпажу Філіпа де Ротшильда і Гі Бур'є стало п'яте місце в цій гонці, замикали гонку в цьому класі «Крайслери 75».
У цьому ж році Москович йде з фірми, замість нього босом стає його партнер по бізнесу — Едгар Горелль. Він продовжує випускати в 1930 році автомобілі 1929 року, тільки потужність 5.3 л моторів доведена до 113 к.с., завдяки карбюратору «Зеніт», машина отримують назву МА і МВ (короткий і довгий варіанти).

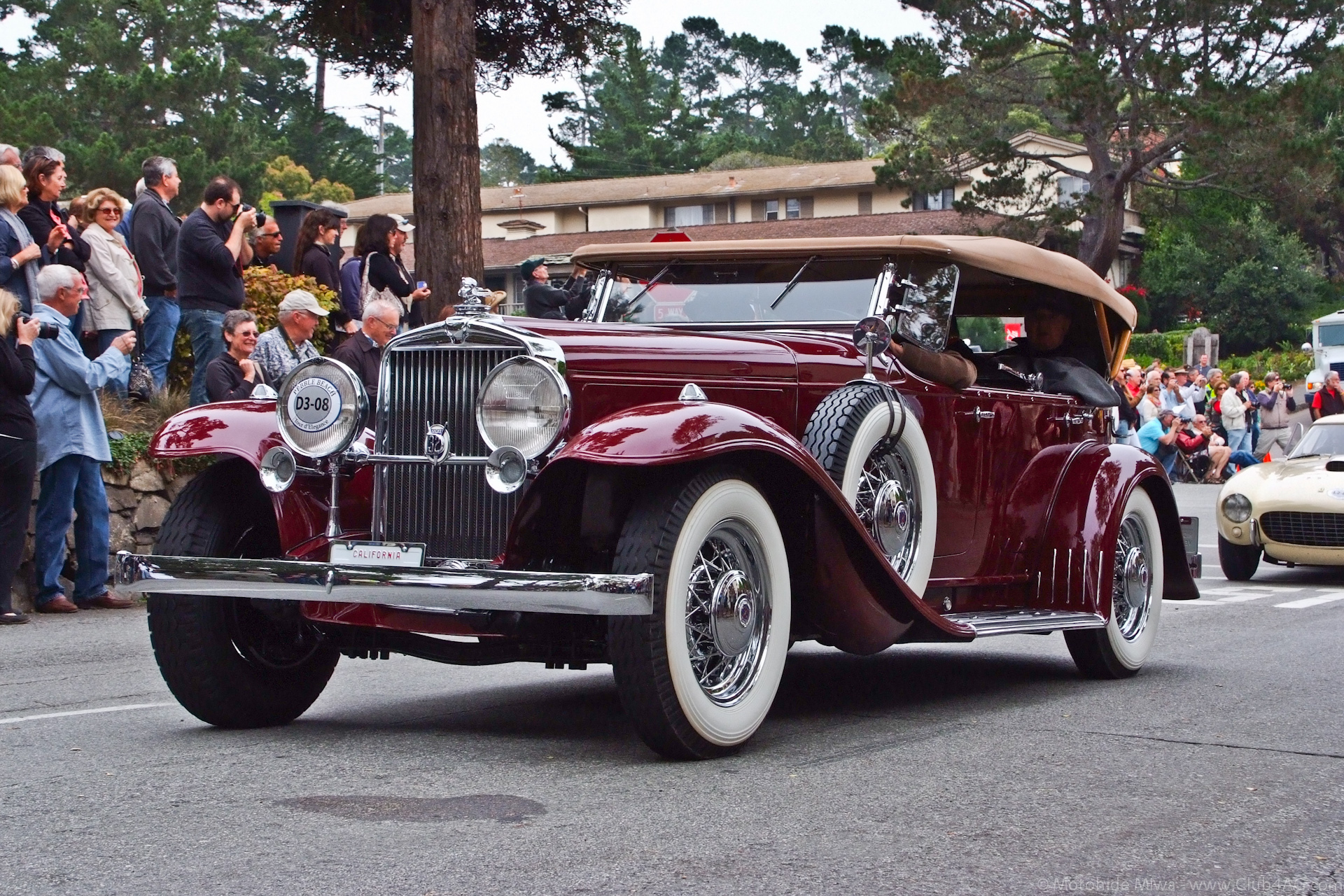
Stutz МB

Серія Blackhawk L6 з рядною 6-кою форсована до 90 к.с., Blackhawk L8 залишається колишньою. У цьому ж році Корум виступає на 5.3 л атмосферній машині в Інді 500, де йому вдається завоювати лише 10 місце.
У 1931 році у «Чорного яструба» залишається всього-лише 6-циліндрова версія, яка отримує назву LA, моделі МА і МВ залишаються в програмі без змін, навесні 1931 року їх замінює модель SV16, проте цифра 16 позначала не кількість циліндрів, а клапанів, під капотом стояли колишні 5.3 л мотори, встановлені на шасі серії МВ.

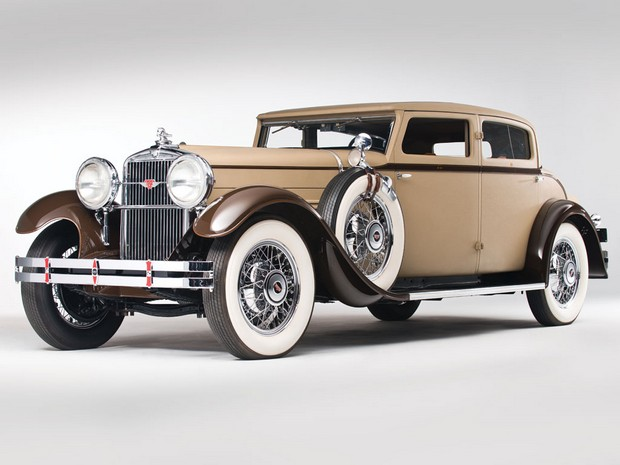
Stutz SV16 Saloon Sport by John Charles

Це були важкі автомобілі, які асоціювалися більше з розкішшю, ніж зі спортивністю.
Однак Горелль розуміє, що у нього немає коштів, щоб змагатися в розпал кризи в гонці кількості циліндрів, багато фірм перейшли на 12-, а то і 16-циліндрові мотори. Справа в тому, що в 1929 році фірма продала близько 3000 авто, то за 1931 рік з воріт заводу виходить всього 420 машин.

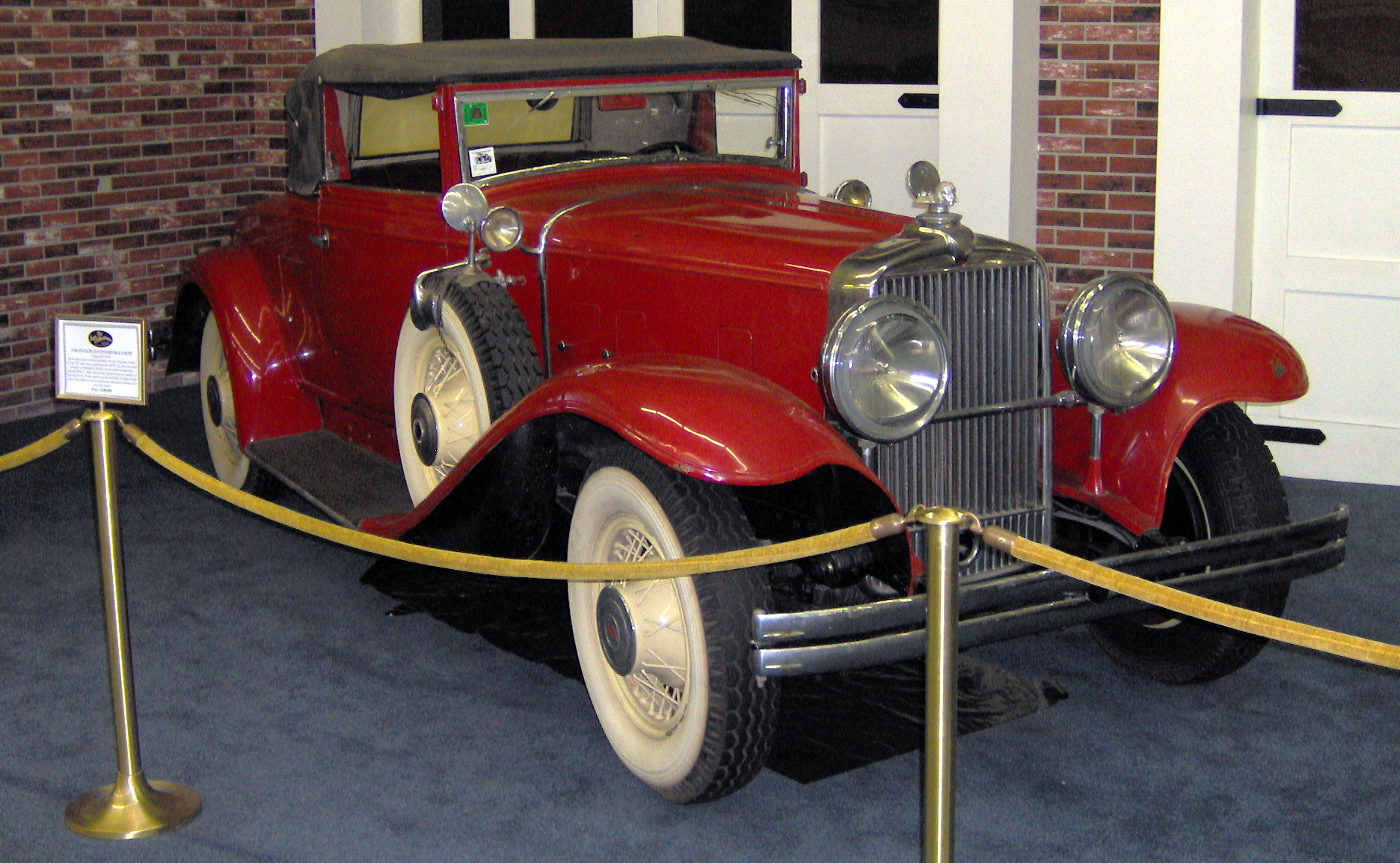
Stutz DV32 Phaeton

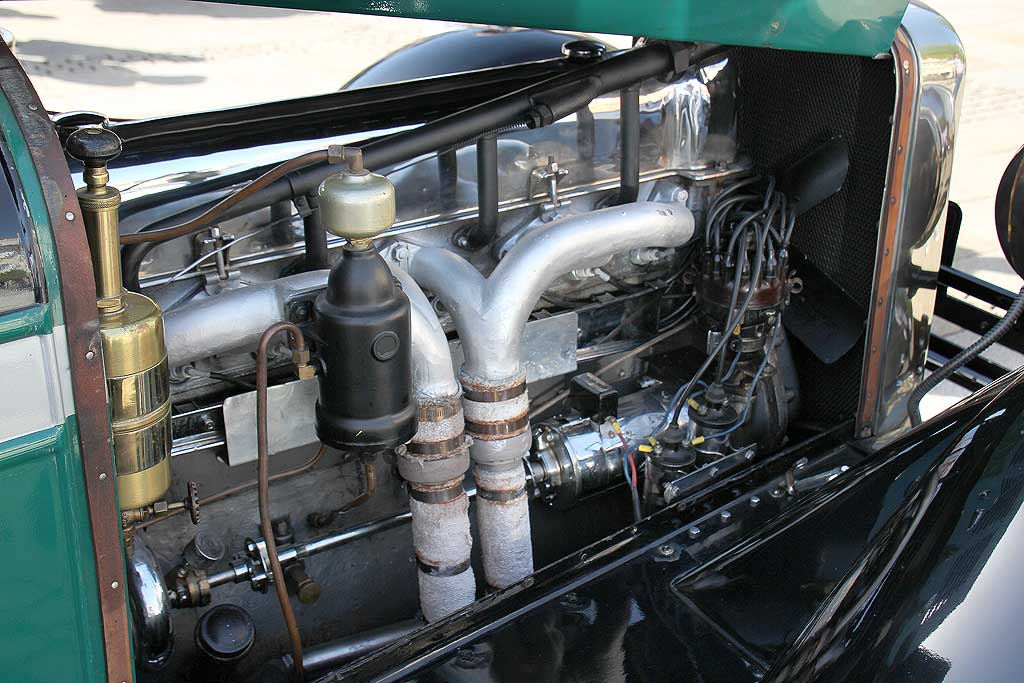
Двигун Stutz

Горелль доручає інженеру Чарльзу Ґрюберу розробити на базі стандартного мотора 2-вальну 32-клапанну модифікацію, що і було зроблено. Взимку 1931 року на Нью-Йоркській автомобільній виставці був представлений автомобіль з рядним восьмициліндровим мотором DOHC і 32 клапанами, машина отримала індекс DV32 (Dual Valve, тобто «подвійні клапани»), однак поза заводом її стали називати Super Bearcat на честь легендарної моделі, яка випускалася до 1924 року.
Ця машина з мотором, об'ємом 5.3 л, розвивала 156 к.с., що було на 20 к.с. більше, ніж у Cadillac з V12 і рівно на стільки ж менше, ніж у цієї ж марки з мотором V16. А легке шасі дозволяло бути одними з найшвидших авто США, поступаючись пальмою першості лише автомобілям марки Duesenberg, досягалася ця швидкість (160–170 км/год) і завдяки 4-ступінчастій коробці передач, яка стала встановлюватися на цю модель.

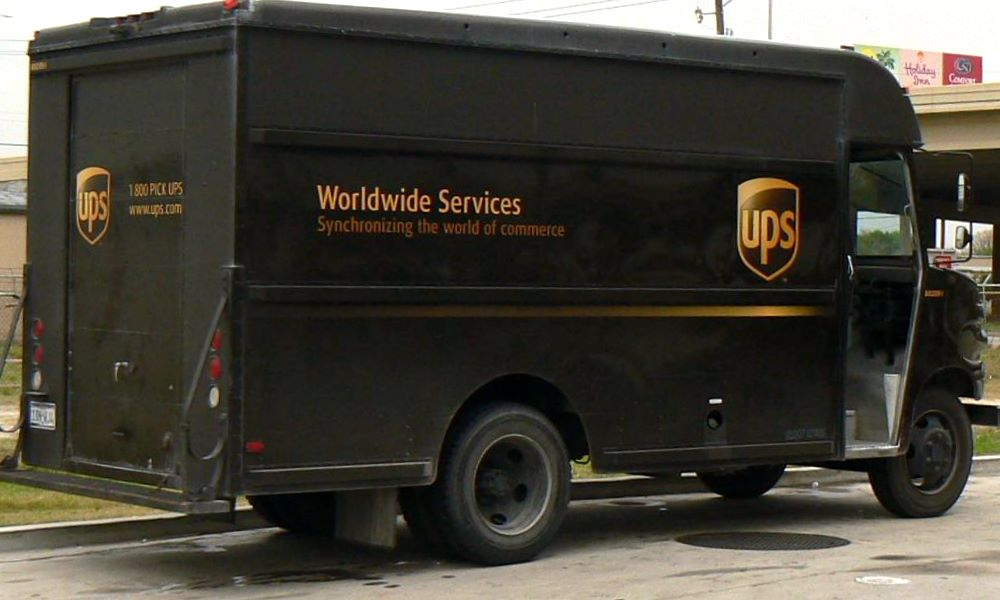
Stutz Packagecar

У 1932 році модель LA перейменовується в LAA, у виробничій програмі залишається тільки 4.0-літровий варіант, він пробуде у виробничій програмі до 1933 року. У тому ж 1932 році Stutz Motor Car Company, розуміючи, що одними розкішними машинами в цей час не вижити, купує виробника маленьких задньомоторних розвізних фургонів — Pak-Age-Car Corp. Вони мали 4-циліндровий мотор фірми Hercules Engine Company, машини стали продаватися як Stutz Packagecar.

## Припинення виробництва автомобілів
До 1934 року у виробництві залишилися тільки дорогі моделі SV16 і DV32, модель з 16-клапанним мотором також отримала 4-ступінчасту коробку передач з сервоприводом, для модельного ряду була запропонована 3-ступінчаста коробка передач з автоматичним зчепленням, але продажі легкових машин все одно падали, а відповідно зростали збитки компанії, в 1935 році було вирішено припинити виробництво легкових автомобілів, які з червня 1911 року рекламувалися як «Car that made good in a day» («Автомобіль, який робить день хорошим»), всього фірма випустила за ці роки близько 35 000 автомобілів.

## Закриття компанії
Однак фірма проіснувала до квітня 1937 року, виробляючи фургончики, коли вона оголосить про своє банкрутство, рік йшла справа про банкрутство, не зумівши домовитися про погашення боргу в 1 200 000 доларів, фірма була ліквідована. Право на виробництво фургонів купив власник фірм Auburn-Cord-Duesenberg, проте незабаром він перепродав технологію і права фірмі Diamond T Truck Company, яка випускала їх до 1941 року.
Однак це був не кінець історії, марці було суджено воскреснути через 30 років.

## Спроби відродження марки
Ім'я «Штутц» знову виникло наприкінці 60-х, причому, майже одночасно 2 людини взялися за реінкарнацію легендарної для американців марки.
Першим, в 1967 році став власник фірми Cord International Distributing — Говард Вільямс, він вирішив будувати репліки легендарної гоночної машини зразка 1914 року. Він заснував тоді компанію, яку назвав Stutz Bearcat Automobile Company.
Він став будувати машини на базі позашляховиків International Harvester Scout. Автомобіль оснащувався 3.2 л 4-циліндровим мотором, кузов був виготовлений із склопластику, від оригіналу репліка відрізнялася розташуванням керма та іншими пропорціями. Всього їх було побудовано близько 12 екземплярів, багато в чому завдяки безглуздій ціні, яку просили за це «творіння».
Інша репліка, точніша, була побудована на шасі «Форд А», під капотом також стояв 50-сильний мотор 3.2 л від «Форд В», коробка передач 3-ступінчаста була від неї ж. Було побудовано дві машини для серії «Bearcats!» 1971 року. Щоб легалізувати машину, довелося встановити гальма на всі колеса, а так зовні практично не відрізнити, що і доведе репродукція. Автомобіль був побудований фірмою Джорджа Барріса — Barris Kustom. Барріс знаменитий тим, що будував кастоми, в числі його робіт легендарний «Бетмобіль».
У 1966 році Вірджіл Екснер побудував Duesenberg D, однак у проєкту бракувало фінансування, Екснер, щоб врятувати свій проєкт, починає звертатися до різних банкірів, серед них був Джеймс О'Доннелл. Однак він відмовився спонсорувати проєкт, але через деякий час він зв'язується з Екснером і домовляється про зустріч. Справа в тому, що О'Доннеллу дуже сподобався автомобіль, і він зважує варіанти випускати автомобілі самостійно, технічним консультантом у нього стає менеджер фірми Pontiac — Джон ДеЛореан. ДеЛореан підтверджує здійсненність проєкту, і О'Доннелл дає проєкту зелене світло.

## Компанія Stutz Motor Car of America
У серпні 1968 року він засновує фірму Stutz Motor Car of America. Це ім'я він вибрав не тому, що був фанатом марки, а причина була куди банальнішою, справа в тому, що товарний знак «Stutz» не був зареєстрований, і тому використовувати його міг будь-хто, як, наприклад, містер Вільямс для своїх реплік.
У 1969 році, взявши за основу дизайн Duesenberg D, було вирішено побудувати автомобіль з кузовом купе, за основу був узятий Pontiac (технічним директором же був ДеЛореан), донором послужила модель Gran-Prix. Екснер зробив повномасштабну пластилінову модель на її базі, це творіння було відправлено до Італії, фірмі Carrozzeria Ghia. До речі, О'Доннелл в цей же час почав будувати завод в Італії в місці Каваллемагйоре. Прототип обійшовся фірмі в 300 тисяч доларів.

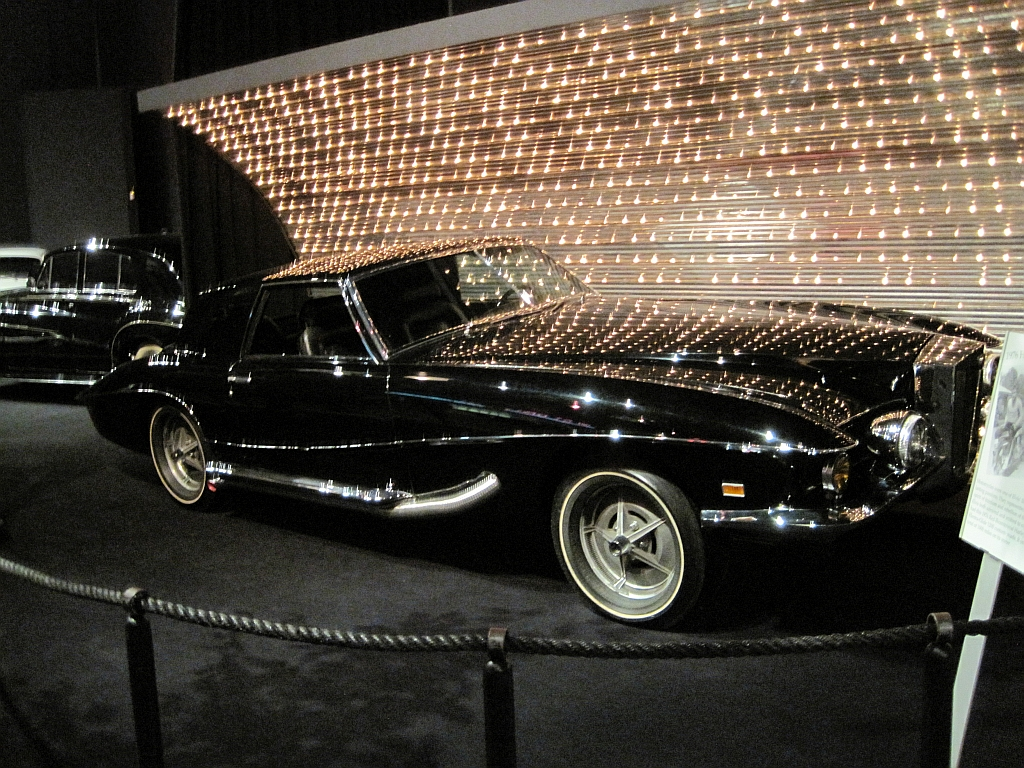
Stutz Blackhawk Елвіса Преслі

7 січня 1970 року в Нью-Йоркському готелі Waldorf Astoria був представлений автомобіль під назвою Stutz Blackhawk.
Автомобіль мав шикарну обробку: натуральна шкіра, дерево і позолота, під капотом переховувався 7.5 л V8 від «Понтіака», який був форсований до 425 сил. При довжині в 5,8 м цей автомобіль був чисто 2-місним купе, ззаду можна було покласти тільки невеликі сумки. Цінник на машину був виставлений в розмірі 20 000 доларів.
Автомобіль відразу викликав інтерес у дуже забезпечених людей, по-перше, легендарне ім'я, по-друге, цікава зовнішність і хороша обробка салону, ну і по-третє, ціна автомобіля.
Найперший автомобіль був залишений засновнику компанії, але другий автомобіль, або перший серійний, був куплений Елвісом Преслі в серпні 1970 року, проте першим замовником автомобіля був Френк Сінатра. Ходять легенди про цю угоду, одна з них: Сінатрі та Елвісу показали автомобіль на автошоу, обидва висловили бажання купити його, тоді ведучий сказав, що хто зможе дати за нього готівку відразу — того і авто, і виграв Елвіс.
Друга легенда була така, що автомобіль привезли прямо до будинку Елвіса, і Жуль Майєрс (представник марки) запропонував підписати договір про покупку автомобіля, за договором автомобіль повинен був бути доставлений через півроку, проте Елвіс не погодився чекати, і сказав, що він платить відразу за цю машину, яка стоїть у дворі і все. На пояснення Майєрса, що цей демо-кар потрібний для реклами, Елвіс відповів: «Я за кермом цієї машини — найкраща реклама».

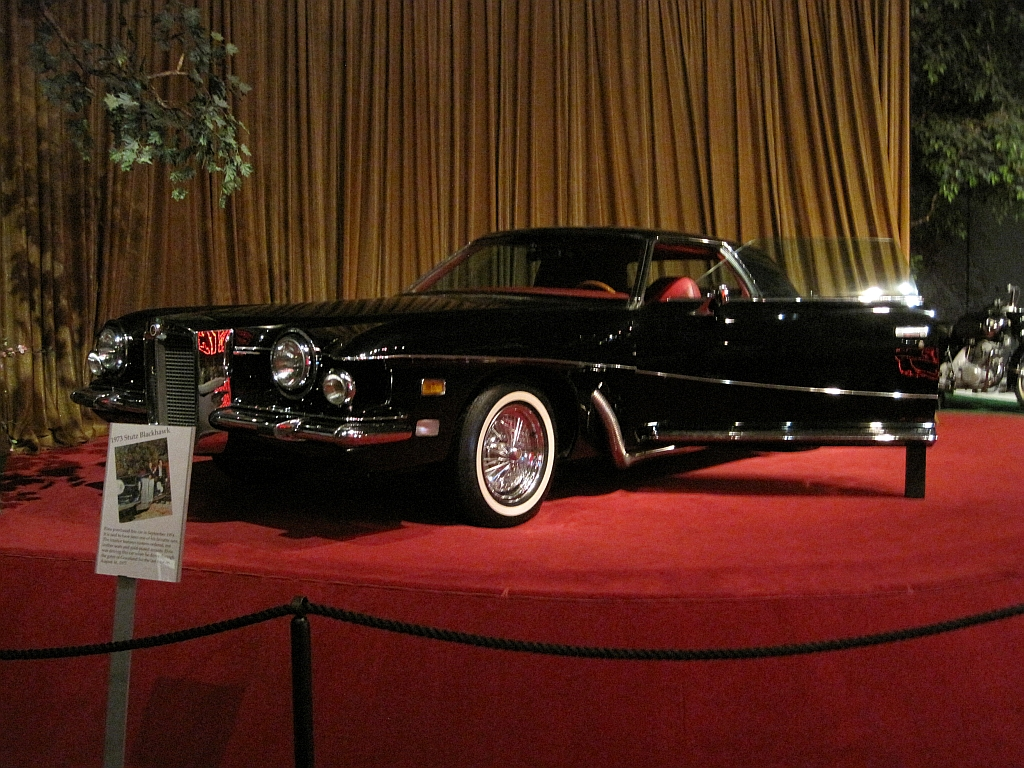
Stutz Blackhawk Елвіса Преслі

Але на ділі виявилося все банальніше, насправді Майєрс приїхав до Елвіса продемонструвати автомобіль, і насправді він хотів його купити відразу, але справа в тому, що через кілька днів повинна була відбутися автомобільна виставка, і цей автомобіль хотіли там виставити, Елвіс погодився на це, і став власником відразу після виставки, більше того, Елвіс погодився ще до виставки на фотосесію з авто.
Однак правда й у тому, що насамперед машину показали Сінатрі, але той не погодився на жодні відстрочки з виставками й також не погодився на фотосесію.
Що стосовно автомобілів, то збирали машини в Італії, спочатку вручну на фірмі Carrozzeria Padane, оскільки свій завод ще не був готовий. До речі, ця фірма виготовляла кузови автобусів.
Автомобіль використав донорські деталі в екстер'єрі, так фари використовувалися від «Крайслера», ручки дверей — від «Мазераті Інді», а задні фари — від «Фіат 850». Перша серія цих автомобілів комплектувалася різними моторами, виробництва General Motors, виходячи з побажань замовника.

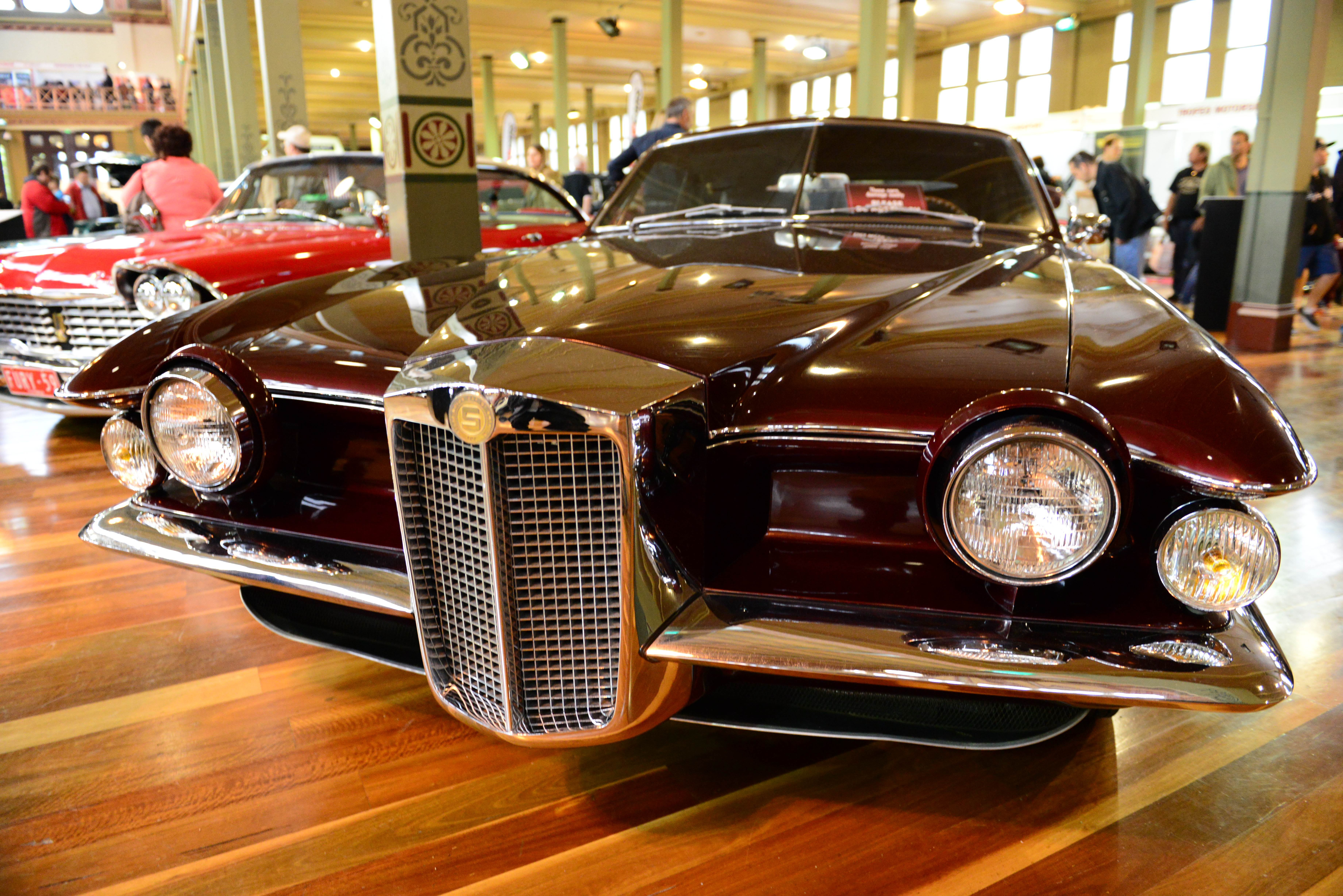
Stutz Duplex

У 1971 році для мільйонера Норманна з Лос-Анджелеса на базі Blackhawk був побудований єдиний седан, який отримав назву Duplex. Він був проданий за 32 000 доларів.

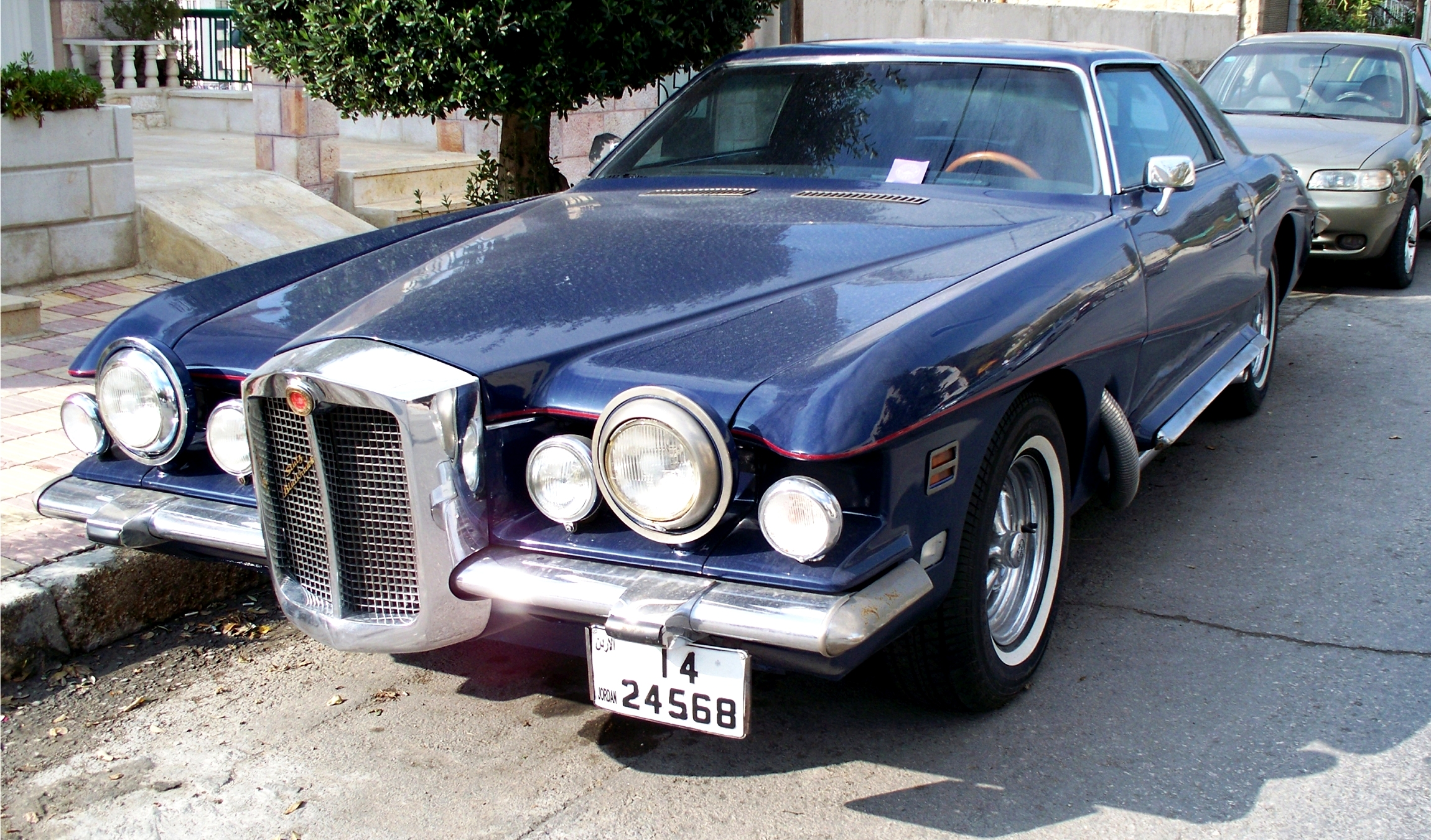
Stutz Blackhawk II

У 1972 році нарешті був готовий власний завод Carrozzeria Saturn, «Блекхаук» піддався зовнішнім змінам, з'явилося 2-ге бокове вікно і задній бампер, лобове скло, що раніше складалося з 2-х половинок, стало цільним, заднє скло зменшилося в розмірах, задні ліхтарі встановили від «Понтіака». На замовлення можна було встановити «багажник» на кришку багажника, в базовому виконанні там знаходилося запасне колесо, але цією опцією скористалося всього 5-6 замовників.

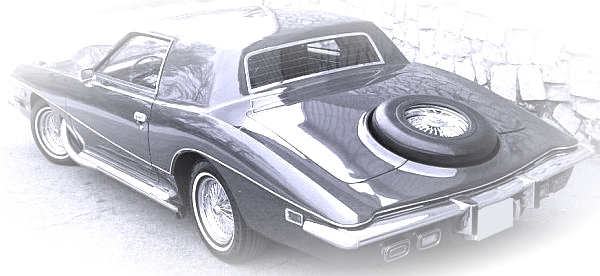
Stutz Blackhawk III

У 1973 році дизайн знову помінявся, зникло 2-ге бокове вікно, змінилася форма заднього бампера, задні ліхтарі стали ставитися від Chevrolet Vega. Практично незмінно цей варіант протримався до кінця 1979 року. До цього часу ціна автомобіля зросла до 70 000 доларів.

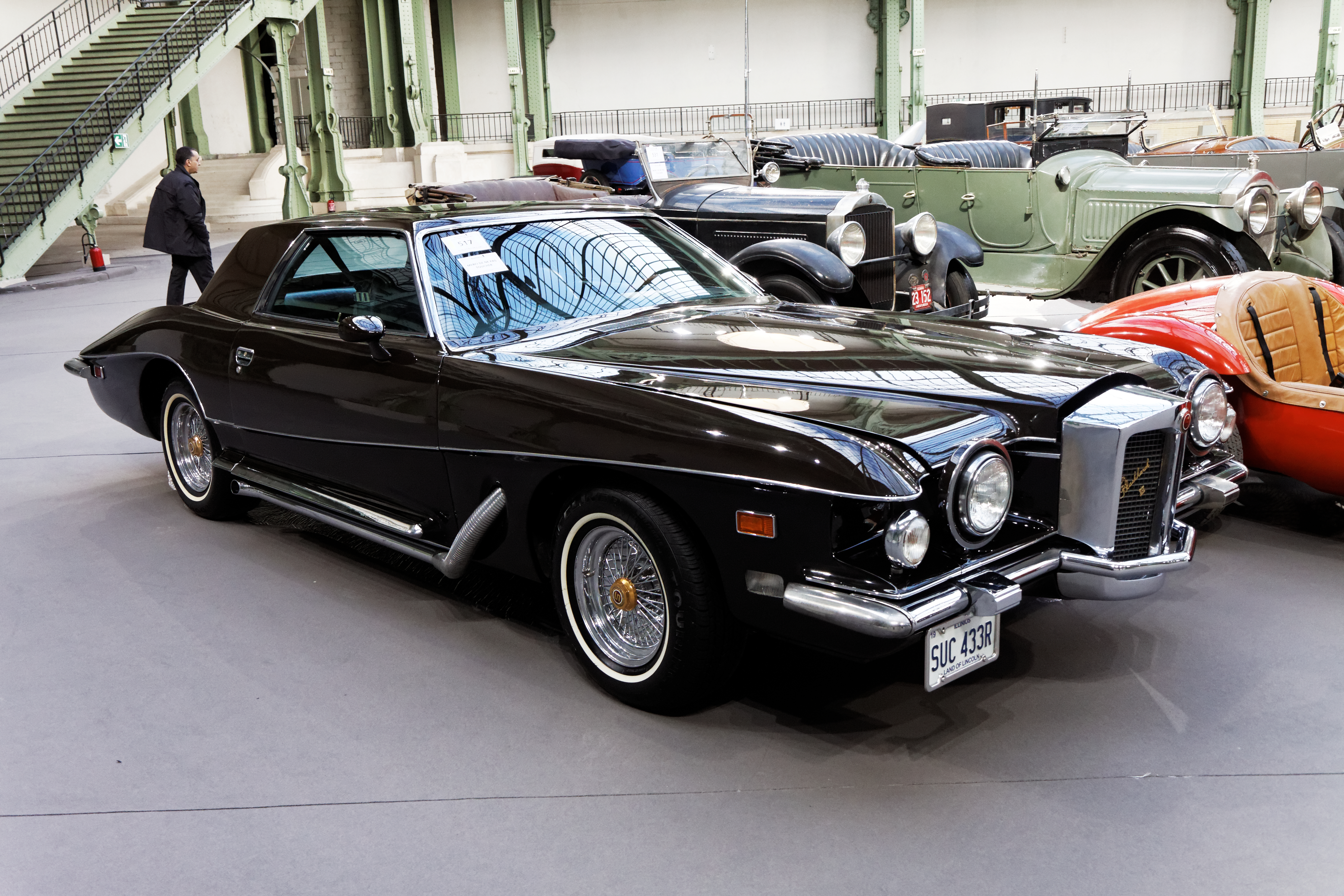
Stutz D'Italia

У 1976 року один з дилерів «Штутца» переробляє купе Blackhawk в кабріолет, назвавши його D'Italia, що не заохочується керівництвом, справа в тому, що в США якраз в цей час припинили випускати кабріолети у зв'язку з посиленими нормами безпеки, по-друге, назва «Де Італія» вказувала на «неамериканське» походження автомобілів, що не хотілося афішувати.

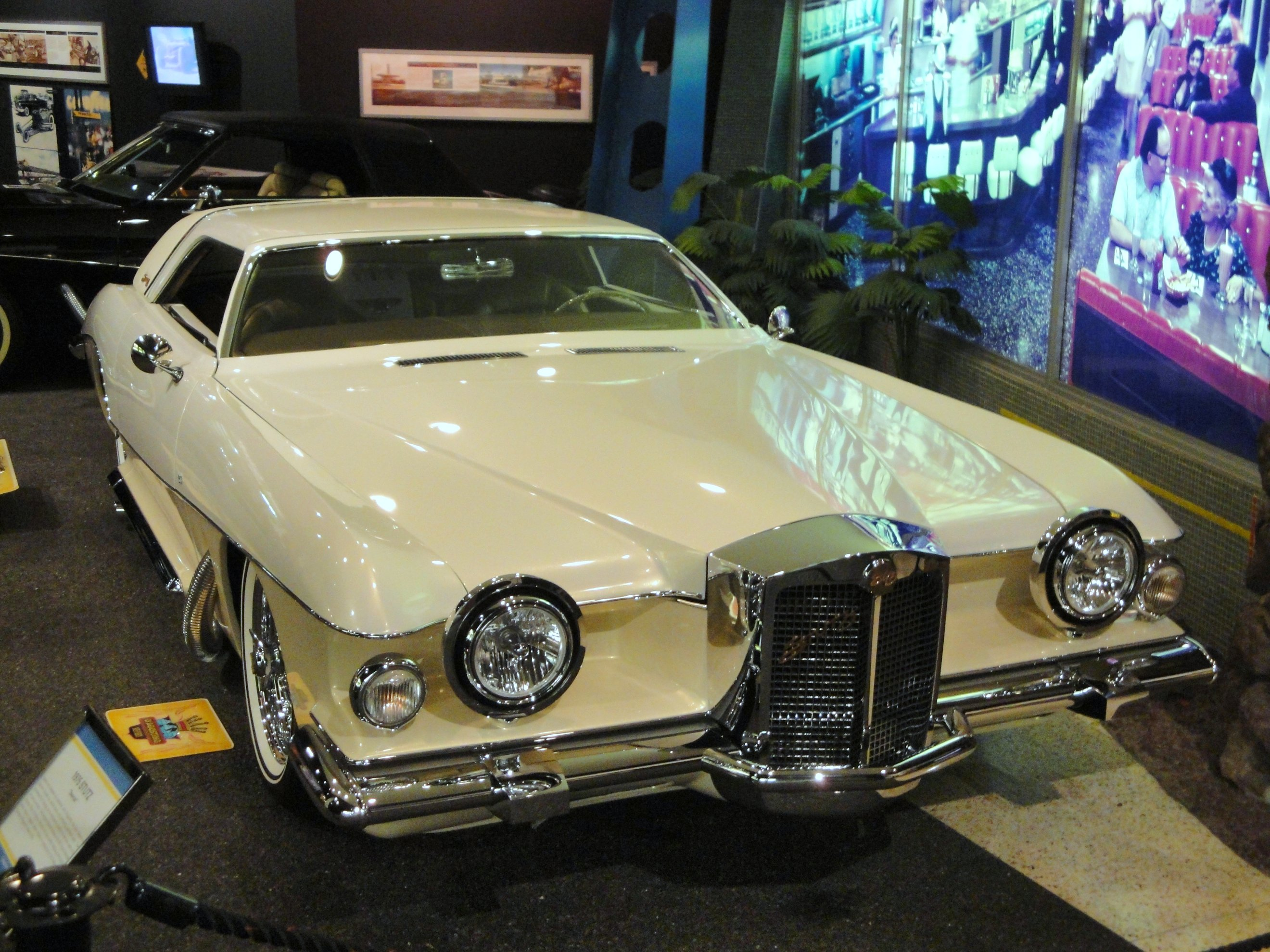
Stutz Bearcat

У 1979 році нарешті вдається легалізувати відкриту версію автомобіля, однак у машини посередині була встановлена дуга безпеки, яка була обшита матеріалом, з якого виготовлений складний дах. Що цікаво — дах можна було зафіксувати так, що виходив Drophead-coupe. Машина будувалася на базі моделей Blackhawk, і отримала назву Bearcat, будувалася ця машина всього 1 рік, впродовж 1979 року.
У 1977 році «Дженерал Моторс» провів зміну моделей, автомобілі стали меншими в розмірах, в цей час італійський дизайнер Паоло Мартін починає проєктувати новий автомобіль, відштовхуючись від дизайну Екснера, — 4-дверний седан, який базується на шасі Pontiac Bonneville, двері, стекла і дах залишилися не зміненими, що здешевило проєкт.

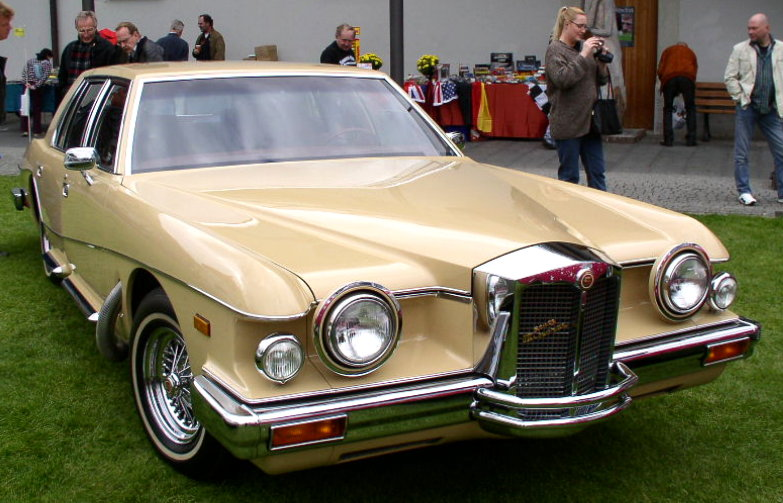
Stutz IV-Porte

Автомобіль запустили в серію наприкінці 1979 року, всього за 7 років (1979–1985) було випущено 50 автомобілів, перший з яких був придбаний кантрі-співаком Кенні Роджерсом. Назва автомобіля перегукується з Maserati Quattroporte, оскільки він отримав ім'я IV-Porte, за кількістю дверей.

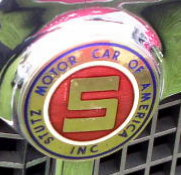
Логотип Stutz

Одночасно з «4-Порте» з'являється новий (четвертого покоління) Blackhawk, який базується на Pontiac Bonneville Coupe (1977–1982). Автомобіль став меншим в розмірах, і також була використана силова структура кузова серійної машини. При тому, що машина стала меншою, вона стала 4-місною, як і її донор.

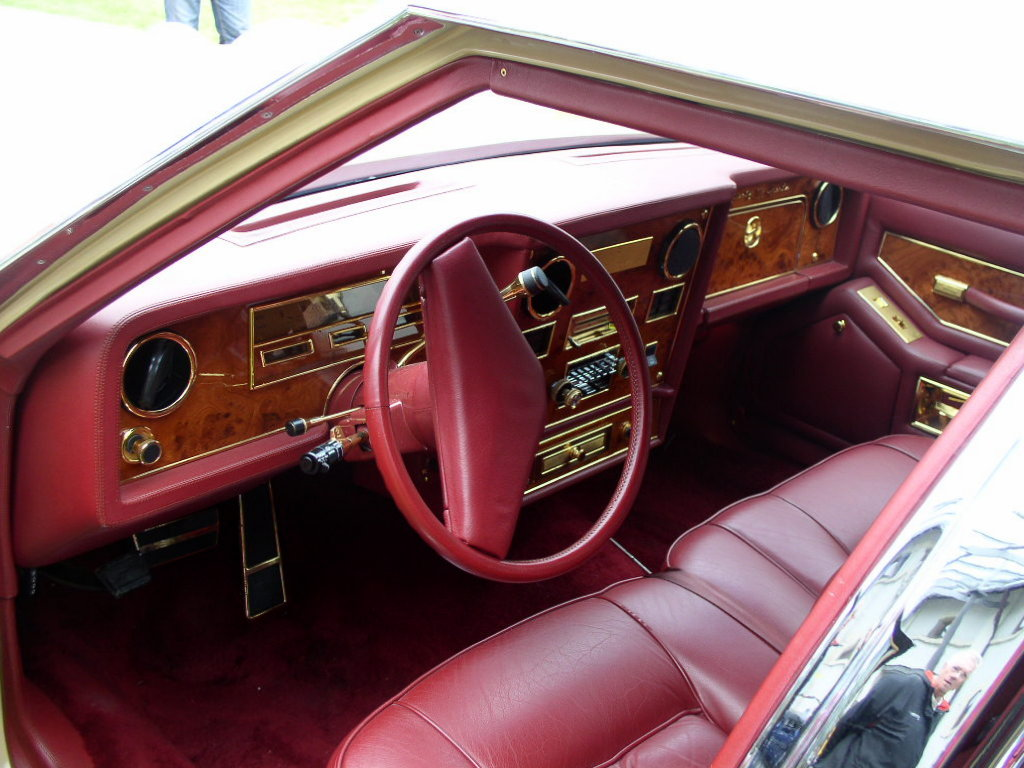
Салон Stutz IV-Porte

В цей же час (1979 рік) на замовлення короля Саудівської Аравії будується броньований стретч-лімузин на базі «Кадиллака», ця машина, вартістю в 245 тисяч доларів, потрапила в книгу рекордів Гінесса, як найдорожча серійна машина. Однак після того, як в 1978 році король отримав машину на руки, він повернув її назад, оскільки за регламентом король не повинен був сидіти на шкірі, тому салон перетягнули в велюр. Машина була названа Royale на честь легендарного шалено дорогого Bugatti Royale.
Через рік таку ж машину замовив президент найбагатшої африканської країни — Габону, Ель Хадж Омар Бонго. У 2007 році, під час візиту до Габону, президент Франції Саркозі був доставлений на прийом в цьому автомобілі. Автомобіль президента Габону також був оброблений всередині велюром.

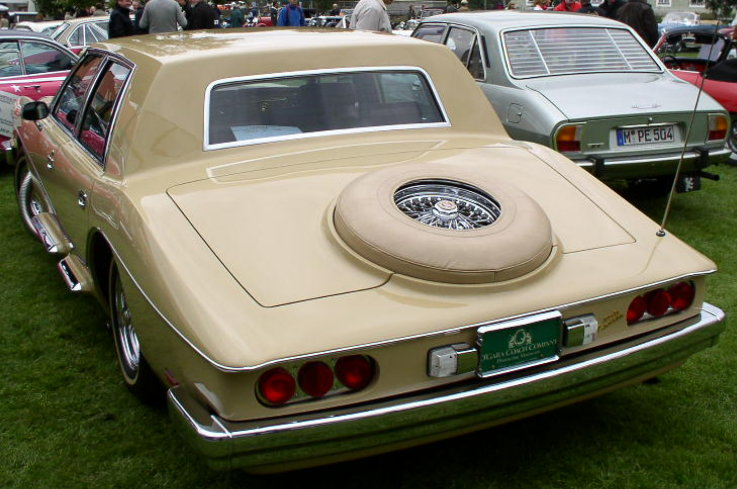
Stutz IV-Porte

У 1981 році модельний ряд поповнила модель Victoria, її база була збільшена на 10 см в порівнянні з IV-Porte, проте машину подовжили не посередині, а в задній частині — між задніми дверима і аркою. Автомобіль дуже багато оснащувався, серед опцій був вбудований кольоровий телевізор. Зовні машину можна відрізнити від IV-Porte за відсутністю з боків вихлопної системи.
Цих автомобілів до 1985 року було поставлено всього 7.
Стільки ж було побудовано і більших седанів Diplomatica, які з'явилися тоді ж, ці автомобілі вже базувалися на Cadillac Fleetwood 75. Цікаво, що 6 машин покинули США, оскільки були продані в Саудівську Аравію. Це були одні з найдорожчих серійних автомобілів у світі.
У 1983 році у продажу знову з'явилися автомобілі з відкритим кузовом, ці машини, як і Blackhawk, базувалися на основі Pontiac Bonneville Coupe, тільки отримали дах.
У 1981 році О'Доннел отримує замовлення від своїх постійних клієнтів, тобто багатих сімей з Саудівської Аравії, про поставку перероблених броньованих Chevrolet Suburban. Роботи велися до 1985 року, зовні машини залишилися колишніми, крім кулеметного блоку, що виїжджає з даху. Але технічно машини істотно відрізнялася від «Субурбана». Двигун був від морських катерів, потужністю 425 к.с., що дозволяло важкій броньованій машині розвивати понад 200 км/год, була перероблена підвіска і гальма. Машини, які отримали назву Defender, а пізніше — Gazelle, були доставлені в Саудівську Аравію та Марокко.

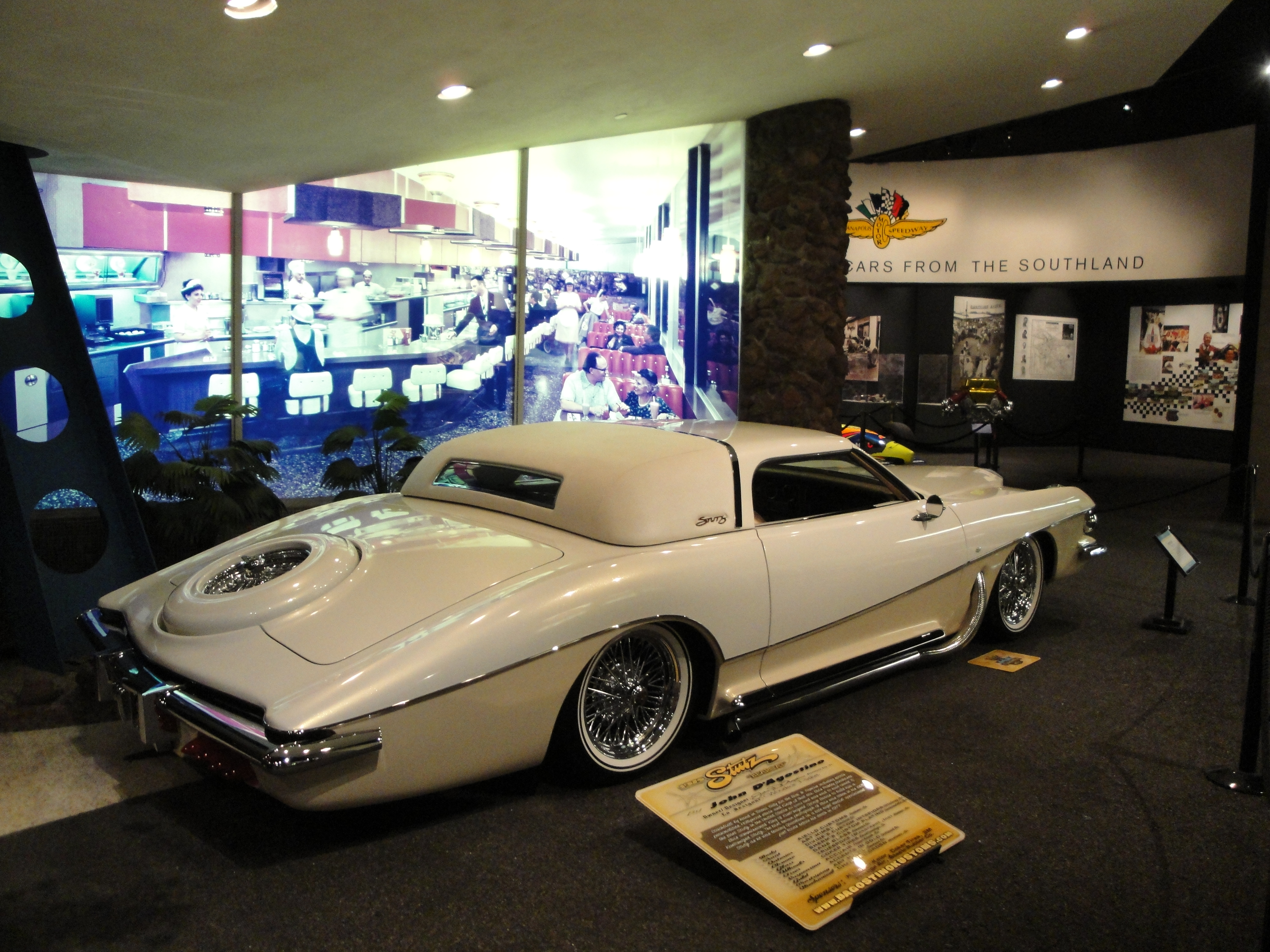
Stutz Bearcat

У 1986 році фірма вирішує виробляти на базі «Субурбанів» перелицьовані автомобілі, вони отримали нове оформлення передка, ззаду була встановлена оптика від «Альфа Ромео», кузов був перероблений в фаетон з окремим багажником. Машини отримали назву Royal Guard і Bear. Вони відрізнялися один від одного декором, найпростіші були автомобілі королівської охорони Royal Guard. Автомобілі серії Bear отримали також і закритий кузов седан і лімузин. Всього було поставлено 46 таких автомобілів.
Тоді ж O'Доннелл захоплюється композитними матеріалами, і дає добро на проєктування нового автомобіля з кузовом з цього нового матеріалу. Вуглецеве волокно, яке отримало назву Diamond Fiber Comp, було зносостійким, не схильним до вм'ятин і легким. Цей матеріал використовувався в автомобілях Формули 1, на літаках Stealth і космічних Shuttle. У березні 1987 року на автошоу в Женеві був представлений новий кабріолет, який був побудований на базі Pontiac Firebird, ця машина отримала назву Bearcat II. Автомобіль робили суто на замовлення з найдорожчих сортів шкіри, дерева, металеві деталі салону покривалися сусальним золотом. Будували їх до 1995 року, до того часу було випущено всього 13 екземплярів.

## Припинення виробництва автомобілів. Закриття компанії
У 1995 році фірма вирішила тимчасово призупинити своє виробництво, за цей час було випущено 617 ексклюзивних автомобілів. У 2010 році фірма заявила, що планує відновити виробництво автомобілів. Це мав бути розкішний седан (Blackhawk Rogue), міський паркетник з гібридною установкою (Fenix UTV) та електричне авто (Bearcat EVO). Судячи з офіційних джерел, фірма знайшла серйозних компаньйонів для своїх амбітних планів: Huan Hai Tire Group, DADI Auto Mfg і Fu Yue Auto Fittings.
При цьому було заплановано будувати по 3000 автомобілів на рік за ціною від 85 000 до 225 000 доларів.

## Список автомобілів Stutz
- 1911 — Stutz A Bearcat
- 1913 — Stutz 4B Bearcat
  - Stutz 6B Bearcat
- 1914 — Stutz 4E Bearcat
  - Stutz 6E Bearcat
- 1915 — Stutz 4F
  - Stutz 6F
- 1916 — Stutz C
- 1917 — Stutz R
  - Stutz S
- 1918 — Stutz G
- 1920 — Stutz H
- 1921 — Stutz K
- 1922 — Stutz KDH
  - Stutz KLDH
  - Stutz 6-Series
- 1926 — Stutz AA
- 1927 — Stutz AA DeLuxe
  - Stutz AA Custom
- 1928 — Stutz BB
  - Stutz Blackhawk L6
  - Stutz Blackhawk L8
- 1929 — Stutz M
- 1930 — Stutz MA
  - Stutz MB
- 1931 — Stutz Blackhawk LA
  - Stutz SV16
  - Stutz DV32
- 1932 — Stutz Blackhawk LAA
  - Stutz Packagecar
- 1970 — Stutz Blackhawk
- 1971 — Stutz Duplex
- 1972 — Stutz Blackhawk II
- 1973 — Stutz Blackhawk III
- 1976 — Stutz D'Italia
- 1979 — Stutz Bearcat
  - Stutz IV-Porte
  - Stutz Blackhawk IV
  - Stutz Royale
- 1981 — Stutz Victoria
  - Stutz Diplomatica
- 1983 — Stutz Bearcat
- 1985 — Stutz Defender
  - Stutz Gazelle
- 1986 — Stutz Royal Guard
  - Stutz Bear
- 1987 — Stutz Bearcat II